# Зактуй
Закту́й (бур. Загтад) — село в Тункинском районе Бурятии. Входит в сельское поселение «Жемчуг».

## География
Расположено на 83-м километре Тункинского тракта, к востоку — в 35 км от райцентра, села Кырен, в 12 км от центра сельского поселения — села Жемчуг. Находится на правобережье Иркута, в 1.5 км к югу от главного русла реки. Западнее, в 3 км от центра села по тракту, расположена АЗС, пункты сервиса и торговые точки, откуда от Тункинского тракта отходит на север автодорога республиканского значения 03К-033 Зактуй — Аршан (28 км).

## Население
| 2002 | 2005 | 2010 |
| ---- | ---- | ---- |
| 262  | ↘203 | ↘191 |

## История села
В начале 1870-х годов в Зактуе и Тунке около 1,5 лет жил русский историк-славист, этнограф и публицист П. А. Ровинский. Ровинский принимал участие в повседневной и обрядовой жизни местного населения.

## Инфраструктура
Зактуйская начальная школа-детский сад, фельдшерско-акушерский пункт.